# Maurizio Piovani
Maurizio Piovani (Cremona, 17 luglio 1959) è un ex ciclista su strada e dirigente sportivo italiano.

## Carriera
Ottimo dilettante, vinse i campionati italiani di categoria nel 1980, e nello stesso anno fu terzo al Piccolo Giro di Lombardia.
Professionista dal 1981 al 1992, non ottenne vittorie da professionista, i suoi migliori risultati personale furono il secondo posto nella tappa di Bardonecchia al Giro d'Italia 1984 e i podi alla Coppa Bernocchi 1983 ed alla Coppa Placci 1987
Svolse sempre il ruolo di gregario e fu fido scudiero, in particolare, di Giuseppe Saronni; dal 1993 ricoprì il ruolo di direttore sportivo della Lampre diretta proprio da Saronni, formazione con la quale, tranne una breve parentesi alla Mapei, svolse tutta la sua carriera dirigenziale.

## Palmares
- 1977 (dilettanti, una vittoria)

Trofeo Luigi Masseroni
- 1979 (dilettanti, una vittoria)

Circuito del Porto-Trofeo Internazionale Arvedi
- 1980 (dilettanti, tre vittorie)

Campionati italiani, Prova in linea dilettanti
Giro della Regione Friuli Venezia Giulia
Coppa Città del Marmo

### Altri successi
- 1985 (Del Tongo, una vittoria)

2ª tappa Giro d'Italia (Busto Arsizio > Milano, cronosquadre)
- 1986 (Del Tongo, due vittorie)

3ª tappa Giro d'Italia (Catania > Taormina, cronometro)
Cronostaffetta (Cepagatti > Cepagatti, cronosquadre)
- 1987 (Del Tongo, una vittoria)

Cronostaffetta (Cepagatti > Cepagatti, cronosquadre)
- 1988 (Del Tongo, una vittoria)

Cronostaffetta (Cepagatti > Cepagatti, cronosquadre)

## Piazzamenti

### Grandi Giri
- Giro d'Italia
- 1981: 45º

1982: 48º
1983: 96º
1985: 65º
1986: 85º
1988: 70º
1989: 50º
1990: 60º
1991: 38º
1992: 89º
- Tour de France

1987: 120º
- Vuelta a España

1989: 75º

### Classiche monumento
- Milano-Sanremo

1986: 97º
- Giro di Lombardia

1983: 40º